# Tetraberlinia
Genre
Classification phylogénétique
Tetraberlinia est un genre de plantes à fleurs dicotylédones de la famille des Fabaceae (légumineuses), sous-famille des Caesalpinioideae, originaire d'Afrique équatoriale, qui comprend sept espèces acceptées.

## Liste d'espèces
Selon The Plant List (18 décembre 2018) :
- Tetraberlinia baregarum Wieringa
- Tetraberlinia bifoliolata (Harms) Hauman
- Tetraberlinia korupensis Wieringa
- Tetraberlinia longiracemosa (A.Chev.) Wieringa
- Tetraberlinia moreliana Aubrev.
- Tetraberlinia polyphylla (Harms) Voorh.
- Tetraberlinia tubmaniana J.Leonard